# Gotmar III
Gotmar III o Gundemar fou bisbe de Girona (985-994). No sembla haver-hi documents que n'avalin quan adoptà el govern del bisbat fins a 3 de juny de 985 quan figura en una permuta de terres a Sobreroca que signa amb aquest títol. Tanmateix resulta força probable que no trigà a adoptar la seu poc després de la mort de Miró. Apareix com a subscriptor d'una donació feta al bisbat de Vic per part del comte de Barcelona Borrell el 4 de gener de 987; i la segona en un judici que el mateix comte i els seus assessors formaren entre Hildesind, bisbe d'Elna i abat de Rodes, i les filles de certa Gireberga, que pretenien drets sobre un alou anomenat «Olivares». Francisco Diago en la Historia de los antiguos Condes de Barcelona, lib. 2. c.23. menciona un judici format a Barcelona contra un tal Riculf, en poder del qual hi havia certa moneda falsa. Aquesta causa es ventilà el 28 de març de 990, davant del comte Borrell, el bisbe de Barcelona Vives i el mateix Gotmar III. El mateix comte Borrell feu el seu testament el 993 constant com a testamentari, entre els del comtat de Girona, el bisbe Gotmar amb la destacable anotació sobre el seu llegat a la catedral gironina:
Et ad donum Sanctae Mariae Sedis Gerundae remaneat de ipsos alodes de Lodone, vel decimas, vel primitias remaneat ad Sancti Felicis Corpus Sancti.
Sobre la data de la mort no resta clara en virtut del que relata Flórez, ja que dels dos martirologis de la Catedral de Girona (un del segle xii i l'altre del XIII-XIV) només un menciona una data sense any el 16 de maig amb la poc aclaridora inscripció Edodem die obiit Gondemar Episcopus nom que podria confondre's amb els altres bisbes de Girona homònims. En qualsevol manera la data de l'òbit caldria situar-la entre 7 de setembre del 994, en què Ordeig cita una permuta signada per Gotmar i els seus canonges i gener de 995 quan Odó ja actuava com a bisbe.